# 다보스 비젠역
다보스 비젠역(독일어: Bahnhof Davos Wiesen)은 스위스 그라우뷘덴주의 다보스 지자체에 있는 기차역이다. 래티셰 철도의 1,000mm 미터궤 다보스 플라츠-필리주어선 상에 있다. 이 노선으로 매시간 운행한다.

## 운행편
다음 서비스는 다보스 비젠에서 정차한다.
- 레기오 :
  - 필리주어와 다보스 광장 사이에 매시간 운행

## 대중문화
2015년 영화 파올로 소렌티노 감독의 《유스》에 역이 등장한다.